# Campionato di calcio della Repubblica Socialista Sovietica d'Estonia 1962
Il Campionato di calcio della Repubblica Socialista Sovietica d'Estonia 1962 era la massima divisione del campionato estone ed era un campionato regionale sovietico. La vittoria finale andò al Kalev Ülemiste che vinse il quarto titolo della sua storia.

## Formula
Le 16 squadre erano divise in due gironi (A e B) di 8 squadre; nella prima fase le squadre si incontrarono tra di loro per un totale di 14 partite. Le prime quattro di ogni gruppo si incontrarono in un girone per vincere il titolo, le ultime quattro si incontro in un girone retrocessione. Non è nota la formula della seconda fase.

## Prima Fase

### Gruppo A
|   | Classifica finale    | G  | V | N | P | GF | GS | Dif | Pt |
| - | -------------------- | -- | - | - | - | -- | -- | --- | -- |
| 1 | BLTSK                | 14 | 8 | 5 | 1 | 33 | 15 | +18 | 21 |
| 2 | Kalev Kohtla-Järve   | 14 | 7 | 4 | 3 | 21 | 13 | +8  | 18 |
| 3 | Tempo Tallinn        | 14 | 7 | 3 | 4 | 30 | 14 | +16 | 17 |
| 4 | Kreenholm Narva      | 14 | 6 | 1 | 7 | 33 | 31 | +2  | 13 |
| 5 | EAT Tallinn          | 14 | 4 | 5 | 5 | 22 | 33 | -11 | 13 |
| 6 | Kalev Aseri          | 14 | 5 | 3 | 6 | 25 | 33 | -8  | 13 |
| 7 | Jõud Türi            | 14 | 4 | 1 | 9 | 21 | 35 | -14 | 9  |
| 8 | Punane Kunda Rakvere | 14 | 3 | 2 | 9 | 16 | 37 | -17 | 8  |

### Gruppo B
|   | Classifica finale | G  | V  | N | P  | GF | GS | Dif | Pt |
| - | ----------------- | -- | -- | - | -- | -- | -- | --- | -- |
| 1 | Norma Tallinn     | 14 | 10 | 2 | 2  | 40 | 10 | +30 | 22 |
| 2 | Kalev Ülemiste    | 14 | 9  | 4 | 1  | 43 | 19 | +24 | 22 |
| 3 | Kalev Pärnu       | 14 | 10 | 1 | 3  | 42 | 18 | +24 | 21 |
| 4 | Kombinaat Kivioli | 14 | 8  | 2 | 4  | 33 | 22 | +11 | 18 |
| 5 | Kalev Narva       | 14 | 5  | 3 | 6  | 23 | 28 | -5  | 13 |
| 6 | Dünamo Kopli      | 14 | 3  | 1 | 10 | 16 | 39 | -23 | 7  |
| 7 | Kalev Tartu       | 14 | 3  | 1 | 10 | 11 | 40 | -29 | 7  |
| 8 | SAM Viljandi      | 14 | 1  | 0 | 13 | 9  | 49 | -40 | 2  |

## Seconda Fase

### Posizioni 1-8
|   | Classifica finale  | G  | V  | N | P  | GF | GS | Dif | Pt |
| - | ------------------ | -- | -- | - | -- | -- | -- | --- | -- |
| 1 | Kalev Ülemiste     | 22 | 15 | 5 | 2  | 64 | 17 | +47 | 35 |
| 2 | Kalev Pärnu        | 22 | 15 | 2 | 5  | 57 | 25 | +22 | 32 |
| 3 | Norma Tallinn      | 22 | 14 | 3 | 5  | 59 | 29 | +30 | 31 |
| 4 | Kombinaat Kivioli  | 22 | 13 | 4 | 5  | 45 | 26 | +19 | 30 |
| 5 | BLTSK              | 22 | 10 | 7 | 5  | 45 | 32 | +13 | 27 |
| 6 | Tempo Tallinn      | 22 | 9  | 4 | 9  | 36 | 23 | +13 | 23 |
| 7 | Kalev Kohtla-Järve | 22 | 9  | 4 | 9  | 29 | 36 | -7  | 23 |
| 8 | Kreenholm Narva    | 22 | 7  | 3 | 12 | 41 | 47 | -6  | 17 |

### Posizioni 9-16
|    | Classifica finale    | G  | V  | N | P  | GF | GS | Dif | Pt |
| -- | -------------------- | -- | -- | - | -- | -- | -- | --- | -- |
| 9  | Kalev Aseri          | 22 | 11 | 3 | 8  | 51 | 44 | +7  | 25 |
| 10 | EAT Tallinn          | 22 | 7  | 6 | 9  | 45 | 38 | +7  | 20 |
| 11 | Jõud Türi            | 22 | 9  | 1 | 12 | 43 | 51 | -8  | 19 |
| 12 | Punane Kunda Rakvere | 22 | 7  | 3 | 12 | 38 | 52 | -14 | 17 |
| 13 | Dünamo Kopli         | 22 | 8  | 1 | 13 | 29 | 54 | -25 | 17 |
| 14 | Kalev Narva          | 22 | 6  | 4 | 12 | 33 | 49 | -16 | 16 |
| 15 | Kalev Tartu          | 22 | 7  | 2 | 13 | 31 | 60 | -29 | 16 |
| 16 | SAM Viljandi         | 22 | 3  | 0 | 19 | 23 | 87 | -64 | 6  |

G = Partite giocate; V = Vittorie; N = Nulle/Pareggi; P = Perse; GF = Goal fatti; GS = Goal subiti; Dif = differenza reti; 